# 12 september
12 september är den 255:e dagen på året i den gregorianska kalendern (256:e under skottår). Det återstår 110 dagar av året.

## Återkommande bemärkelsedagar

### Nationaldagar
- Kap Verdes nationaldag

## Namnsdagar

### Svenska almanackan
- Nuvarande – Åsa och Åslög

- Föregående i kronologisk ordning[1][2]

- Före 1680 – Tobias

på dagens datum före 1680, då det utgick. 1709 återinfördes det på 2 november och har funnits där sedan dess.
- 1680–1729 – Valfridus

infördes på dagens datum 1680, men utgick 1730. Redan 1713 hade det dock införts på 12 oktober i den modernare formen Valfrid och har funnits där sedan dess.
- 1730–1900 – Cyrus

infördes 1730 till minne av en kristen martyr – utgick 1901.
- 1901–1985 – Tyra

nyinfört – flyttades 2001 till 28 april.
- 1986–1992 – Tyra och Tyr

Namnet Tyr infördes 1986, men utgick 1993.
- 1993–2000 – Tyra och Åsa

Åsa infördes 1986 på 2 maj, men flyttades 1993 till dagens datum, där det har funnits sedan dess.
- Från 2001 – Åsa och Åslög

infördes 1986 på 8 mars, men flyttades 1993 till 30 december och 2001 till dagens datum.

### Finlandssvenska almanackan
- Nuvarande från 2020[3] – Dagny, Neo, Nova
- I föregående revideringar[a][4]
  - 1929–2019 – Dagny

## Händelser
- 1185 – Kejsaren Andronikos I dödas brutalt i Konstantinopel.
- 1217 – Franske prinsen Louis och engelske kungen Henry III undertecknar ett fredsavtal.[5]
- 1396 – Korsfarare under Earl av Nevers når Nicopolis.
- 1609 – Henry Hudson påbörjar sin utforskning av Hudsonfloden ombord fartyget Halve Maen.
- 1624 – Den första ubåten testas i London.[6]
- 1634 – En krutfabrik exploderar i Valletta, Malta, och 22 personer omkommer och flera byggnader skadas.
- 1683 – I slaget vid Kahlenberg lyckas kejserliga styrkor, med hjälp av bl.a. den polske kungen Johan III Sobieski, häva den turkiska belägringen av Wien.
- 1745 – Ostindiefararen Götheborg går på grund utanför Göteborg och sjunker.
- 1776 – Nathan Hale lämnar Harlem Heights för ett spionuppdrag.[7]
- 1789 – En berömd tidning av franska revolutionens mest berömda tidningar, L'Ami du Peuple (Folkets vän), utgiven av Jean Paul Marat, utkommer med sitt första nummer (detta dock under titeln Le Publiciste Parisien (Den parisiska publicisten).
- 1836 – Mexikanska myndigheter har krossat upproret som bröt ut den 25 augusti.[6]
- 1840 – Komponisten Robert Schumann gifter sig med Clara Wieck.[6]
- 1846 – Efter att Elizabeth Barrett Browning gift sig i hemlighet med Robert Browning flyr de mot Italien.
- 1847 – Under mexikansk-amerikanska kriget inleds slaget vid Chapultepec.
- 1848 – Schweiz godkänner sin första konstitution och blir en federal stat.
- 1857 – Båten SS Central America förliser cirka 160 mil öster om Cape Hatteras, North Carolina och 425 personer med kaptenen inräknad omkommer, men 53 personer av de ombordvarande överlever. Fartyget transporterade 13-15 ton guld ifrån guldrushen i Kalifornien.[8]
- 1860 – Jean Chacornac upptäcker asteroid 59 Elpis.
- 1871 – Alphonse Borrelly upptäcker asteroid 117 Lomia.
- 1878 - London-obelisken reses, West End, London
- 1906
  - Dansken Jacob Ellehammer gör den första flygningen i Norden, en 42 m lång flygning.
  - En bro öppnas i Newport i Wales.
- 1910 – Gustav Mahlers symfoni nr 8 har en premiär i München bestående av en kör med 852 sångare och en orkester med 171 spelare. Gustav Mahlers repetitionsassistentdirigent var Bruno Walter.
- 1915 – Franska soldater räddar 4000 personer som befinner sig vid Musa Dagh under armeniska folkmordet.
- 1919 – Adolf Hitler går med i tyska arbetarpartiet.[6]
- 1923 – Sydrhodesia, idag kallat Zimbabwe, annekteras av Storbritannien.
- 1938 – Adolf Hitler kräver autonomi och Nationellt självbestämmande för tyskarna som befinner sig i Sudetenland.
- 1940 – Grottmålningar hittas i Lascauxgrottan, Frankrike.
- 1942 – RMS Laconia sjunker på grund av två torpeder  från den tyska ubåten U-156 under befäl av kapitänleutnant Werner Hartenstein. Vid det tillfället befann sig Laconia cirka 700 distansminuter söder om Freetown. Under kriget tjänstgjorde Laconia framförallt som trupptransportfartyg, men på hennes sista resa hade hon en annorlunda last. I lastrummet fanns nämligen cirka 1 800 italienska krigsfångar, som skulle transporteras till England. Fångarna vaktades av 103 polska soldater som hade tillfångatagits av ryssarna 1939 och sedan frisläppts. Vid förlisningen - livbåtarna räcker inte till alla och man prioriterar kvinnor och barn att komma ner i livbåtarna i första hand. Italienska fångar ombord släpptes inte ut och 1613 människor omkommer. Adolf Hitler gav order om att alla överlevande skulle beskjutas. De flesta överlevande från Laconia blev upplockade av franska fartyg, men man hittade inte alla livbåtar. En livbåt nådde Afrikas kust den 9 oktober med 16 av de ursprungliga 68 fortfarande vid liv. En annan livbåt plockades upp av en konvoj den 21 oktober. I den livbåten var endast fyra av 47 vid liv. Senare hittades andra livbåtar som var tomma eller innehöll liken av sina passagerare. Antal överlevande uppgick till 1112.
- 1953 – John F. Kennedy och Jacqueline Bouvier (sedermera Jacqueline Kennedy Onassis) gifter sig.
- 1958 – Jack S. Kilby uppvisar en första fungerande integrerad krets på Texas Instruments. För denna bedrift får han Nobelpriset i fysik år 2000.
- 1959
  - Sovjetunionen lanserar en stor raket, Luna 2, på månen.
  - Bröderna Cartwright har premiär och är det första regelbundna tv-programmet som presenteras med färg.
- 1962 – President John F. Kennedy bekräftar för första gången vid ett tal att USA kommer att sätta en man på månen i slutet av årtiondet.[9]
- 1966 – Gemini 11 påbörjar sin rymdfärd.[9]
- 1970 – Under flygkapardramat i Jordanien 1970 spränger palestinska terrorister tre kapade flygplan i Jordanien och fortsätter att hålla passagerarna som gisslan på olika hemliga platser i Amman.
- 1977 – Sydafrikanske anti-apartheidkämpen Steve Biko avlider i fängelse efter brutal misshandel.
- 1980 – Militärkupp i Turkiet.
- 1988 – Orkanen Gilbert, ödelägger Jamaica. Den vänder sig sedan mot Mexikos halvö Yucatán två dagar senare och orsakar skador för uppskattningsvis 5 miljarder dollar.
- 1990 – De två tyska staterna och det allierade kontrollrådet skriver under två plus fyra-fördraget i Moskva som banar väg för Tysklands återförening.
- 1991 – Rymdfärjan Discovery skjuts upp på uppdrag STS-48.[9]
- 1992
  - NASA under uppdraget STS-47 avfyrar Endeavour. Ombord finns Mae Jemison som fick bli den första afroamerikanska kvinnan i rymden, Mamoru Mohri, den första japanska medborgaren att flyga i ett amerikanskt rymdskepp och Mark C. Lee och Jan Davis blev det första gifta paret i rymden.
  - Abimael Guzmán, ledare för Perus kommunistiska parti blir tillfångatagen av Perus specialstyrkor. Kort därefter brakar resten av Perus kommunistiska partis ledarskap samman.
- 1993 – Rymdfärjan Discovery skjuts upp på uppdrag STS-51.[9]
- 1994 – Efter att stulit ett litet flygplan dagen före, den 11 september, kraschar Frank Eugene Corder en Cessna 150 på södra gräsplanen vid Vita huset. Han försökte träffa Vita huset. Corder omkommer men inga andra. (Denna händelse med flygplan mot känd viktig byggnad i USA kan ha inspirerat de som senare genomförde terroristattackerna 11 september 2001 med kapade flygplan mot byggnader.)
- 2001 – Australiens första kommersiella flygbolag Ansett Australia kollapsar på grund av ökad belastning på den internationella flygbranschen. 10 000 personer blir arbetslösa.
- 2003 – Förenta nationerna lyfter sanktionerna mot Libyen efter att landet kommit överens om att ta ansvar och kompensera för offrens familjer i Lockerbieattentatet.
- 2007 – Den tidigare filippinska presidenten Joseph Estrada döms för plundring.
- 2008 – En tågkollisison inträffar i Los Angeles. 25 personer omkommer.
- 2010 – Ett X2000-tåg kolliderar med en traktorgrävare i Kimstad. En person omkommer.
- 2011 – National September 11 Memorial & Museum öppnas upp för allmänheten. Det hade varit öppet dagen före, men då endast för anhöriga.
- 2012 – Parlamentsval hålls i Nederländerna.
- 2015
  - Jeremy Corbyn väljs till ny partiledare för Labourpartiet i Storbritannien.[10]
  - Sista Volvo BM 2650/2654 rullar av bandet i Eskilstunafabriken.
- 2020 – Under protest i Minsk för att visa sitt missnöje med president Aleksandr Lukasjenkos auktoritära styre och även för det misstänkta valfusket slår kravallpolisen till med flera våldsamma gripanden mot demonstranterna – som följd bildas en mänsklig kedja av de som bevittnar för att uttrycka sitt stöd för demonstranterna. Europeiska unionen (EU) och flera västländer har meddelat att man inte accepterar valresultatet.[11]

## Födda
- 1492 – Lorenzo II de' Medici
- 1494 – Frans I, kung av Frankrike

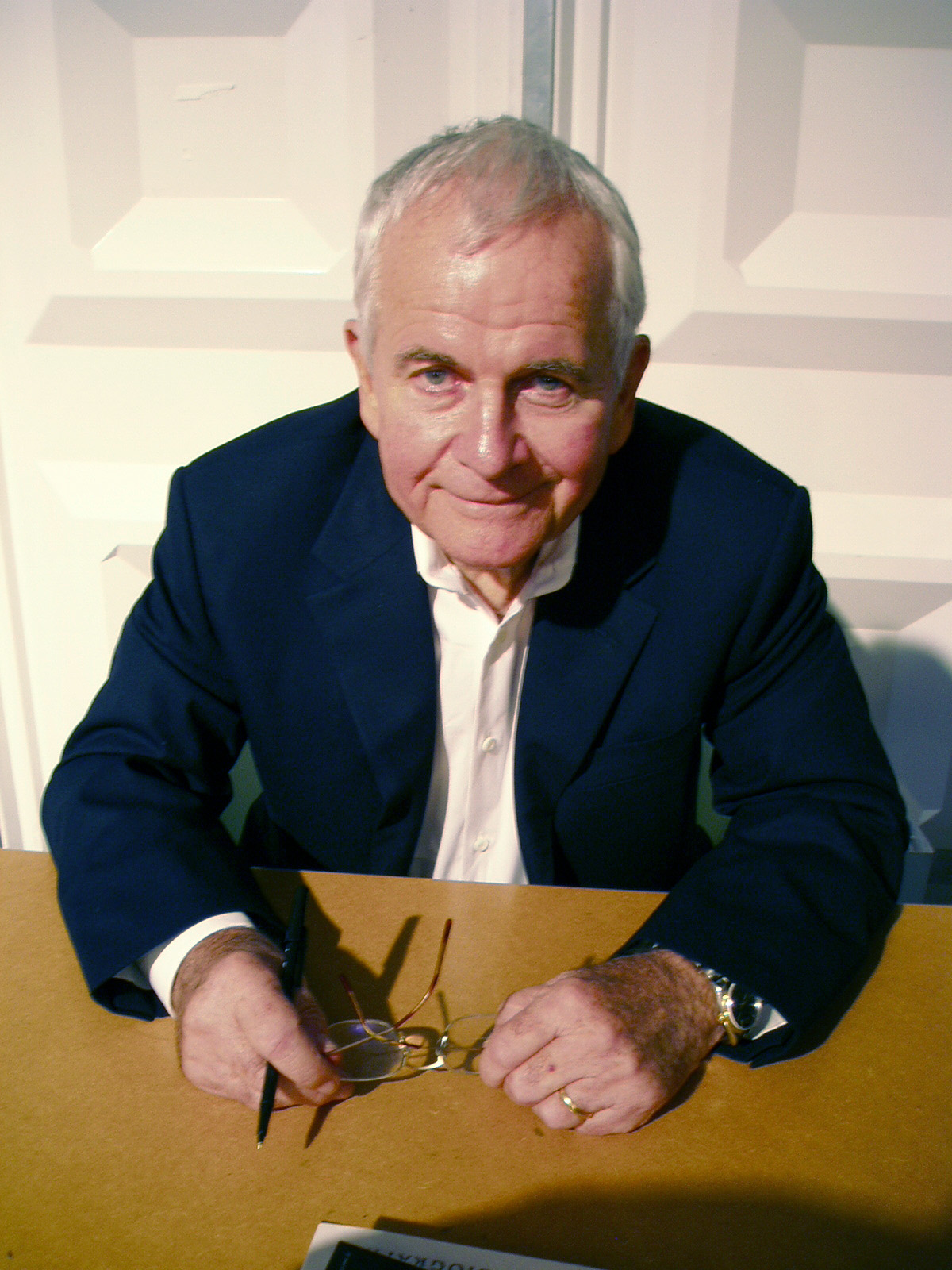
Ian Holm föddes den 12 september 1931 i Goodmayes i Essex, är en brittisk skådespelare och han hade en medverkande roll i filmen Sagan om ringen.

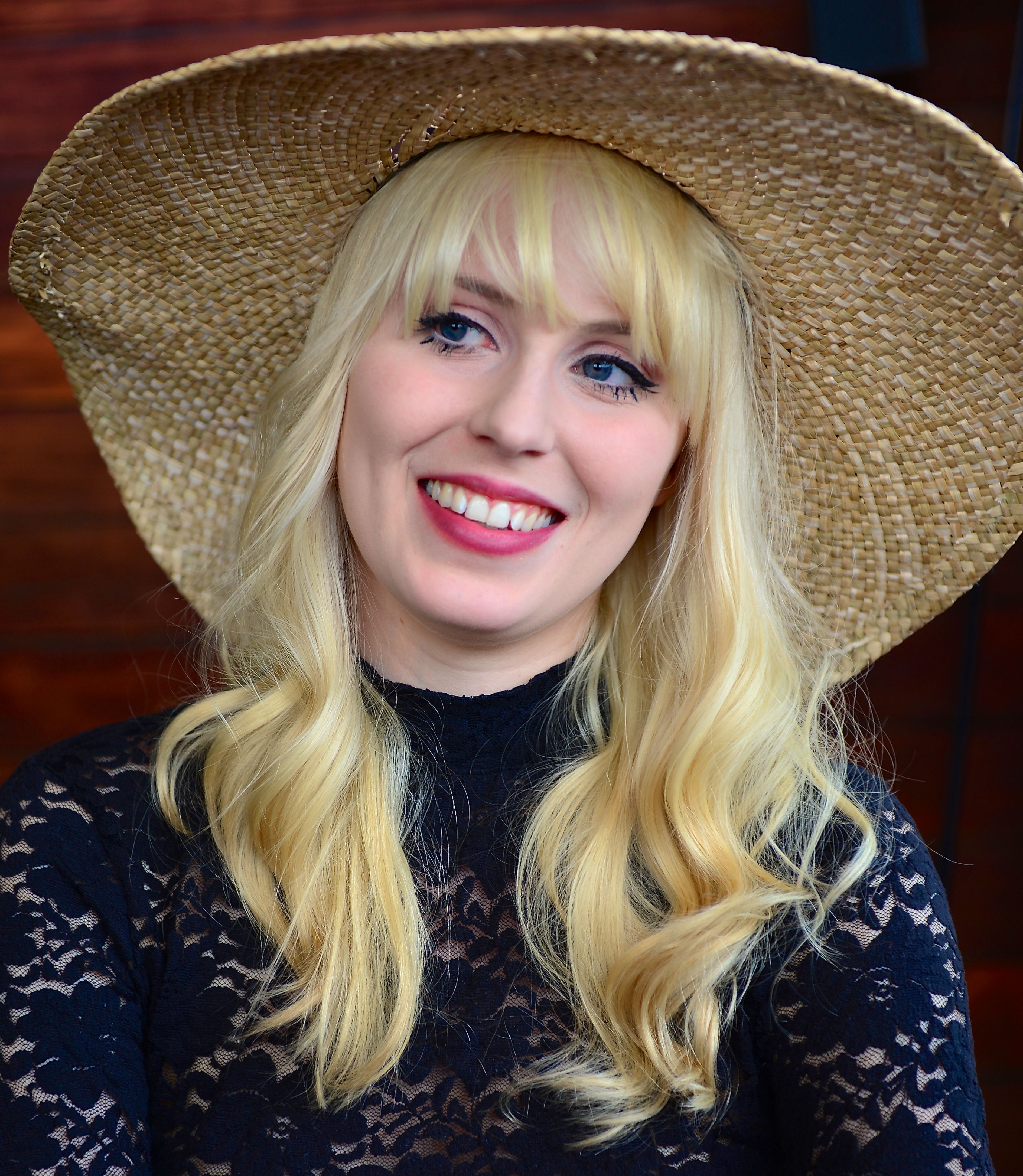
Amanda Jenssen, född den 12 september 1988 i Lund, är en svensk sångare, musiker och låtskrivare.

- 1747 – Johan Erik Norberg, svensk ingenjör från Västerås
- 1757 – John Brown, amerikansk politiker, senator (Kentucky)
- 1810 – Philip Francis Thomas, amerikansk demokratisk politiker, USA:s finansminister
- 1840 – Charles H. Sheldon, amerikansk republikansk politiker, guvernör i South Dakota
- 1845 – Joshua Levering, amerikansk politiker, religiös ledare och nykterhetsaktivist
- 1852 – Herbert Henry Asquith, brittisk premiärminister
- 1859 – Alice Ayres, engelsk barnsköterska, känd för sitt tappra försök att rädda barnen hon passade vid en brand
- 1878 – Albert Nilsson, svensk litteraturhistoriker
- 1880 – Fritz Kärfve, svensk konstnär
- 1882 – George L. Berry, amerikansk fackföreningsledare och demokratisk politiker, senator (Tennessee)
- 1885 – Heinrich Hoffmann, tysk fotograf, arbetade åt Adolf Hitler
- 1888 – Maurice Chevalier, fransk sångare och skådespelare
- 1889 – John Botvid, svensk skådespelare, komiker, revyförfattare
- 1897 – Irène Joliot-Curie, fransk fysiker och kemist, mottagare av Nobelpriset i kemi 1935
- 1898 – Ben Shahn, amerikansk målare inom bland annat expressionismen och socialrealismen
- 1902 – Juscelino Kubitschek, Brasiliens president
- 1908 – Milton Berle, amerikansk skådespelare
- 1912 – Jacques Fath, fransk modeskapare
- 1913 – Jesse Owens, amerikansk friidrottare. 4 OS-guld 1936.
- 1925 – Bengt Feldreich, svensk radio- och TV-journalist
- 1930 – Akira Suzuki, japansk kemist, mottagare av Nobelpriset i kemi 2010
- 1931 – Ian Holm, brittisk skådespelare
- 1935
  - Harvey J. Alter, amerikansk virolog, forskare och läkare, mottagare av Nobelpriset i fysiologi eller medicin 2020
  - Birgitta Wesén, svensk skådespelare
- 1938 – Sonny Johnson, svensk skådespelare
- 1939 – Henry Waxman, amerikansk demokratisk politiker, kongressledamot
- 1940
  - Jan Bonnevier, svensk redaktör, programledare och TV-producent
  - Joachim Frank, tysk-amerikansk biofysiker, mottagare av Nobelpriset i kemi 2017
  - Stephen J. Solarz, amerikansk demokratisk politiker, kongressledamot
- 1942
  - Linda Gray, amerikansk skådespelare
  - Kerstin M. Lundberg, svensk radiojournalist
- 1944 – Barry White, amerikansk sångare
- 1947 – Kent Forsberg, svensk ishockeytränare
- 1951
  - Bertie Ahern, irländsk politiker, Irlands taoiseach (regeringschef)
  - Joe Pantoliano, amerikansk skådespelare, hade rollen som Cypher i filmen Matrix
- 1952 – Neil Peart, kanadensisk trummis i bandet Rush (musikgrupp)
- 1956 – Roger Storm, svensk skådespelare och röstskådespelare
- 1957
  - Michael McMahon, amerikansk politiker
  - Rachel Ward, brittisk skådespelare
  - Hans Zimmer, tysk filmmusikkompositör
- 1958 – Kim Fupz Aakeson, dansk författare och illustratör
- 1959
  - Ben Chandler, amerikansk demokratisk politiker
  - Sigmar Gabriel, tysk socialdemokratisk politiker, partiledare för Tysklands socialdemokratiska parti, utrikesminister
- 1961 – Mylène Farmer, fransk sångare, låtskrivare och regissör
- 1967 – Louis C.K., amerikansk komiker
- 1968 – Paula McManus, svensk skådespelare, sketchförfattare och programledare i TV
- 1970 – Nathan Larson, svensk-amerikansk kompositör och multiinstrumentalist
- 1972 – Anders Aukland, norsk längdskidåkare
- 1973
  - Martina Ertl-Renz, tysk alpin skidåkare
  - Paul Walker, amerikansk skådespelare
- 1977
  - Idan Raichel, israelisk artist
  - 2 Chainz, amerikansk rappare
- 1978 – Ben McKenzie, amerikansk skådespelare, mest känd som Ryan i OC
- 1980 – Yao Ming, kinesisk basketspelare
- 1981
  - Josephine Bornebusch, svensk skådespelare
  - Jennifer Hudson, amerikansk skådespelare och sångare
  - Krissy Wendell, amerikansk ishockeyspelare
- 1984 – Petra Marklund, svensk sångare med artistnamnet September
- 1985 – Jonatan Cerrada, fransk sångare
- 1986 – Emmy Rossum, amerikansk skådespelare
- 1988 – Amanda Jenssen, svensk sångare
- 1991 – Thomas Meunier, belgisk fotbollsspelare
- 1992 – Connor Franta, amerikansk videobloggare
- 1993 – Kelsea Ballerini, amerikansk countrysångare
- 1994
  - RM, sydkoreansk rappare och låtskrivare, medlem i pojkbandet BTS
  - Elina Svitolina, ukrainsk tennisspelare
- 1995
  - Henrik Holm, norsk skådespelare
  - Steven Gardiner, bahamansk friidrottare
- 1997
  - Sydney Sweeney, amerikansk skådespelare
  - Almida de Val, svensk curlingspelare

## Avlidna
- 1362 – Innocentius VI, påve
- 1612 – Vasilij IV, rysk regent
- 1680 – Per Brahe den yngre, 78, svensk greve, riksdrots
- 1733 – François Couperin, 64, fransk kompositör
- 1736 – Gustaf Funck, 65, svensk friherre, bergmästare och landshövding i Västmanlands län
- 1764 – Jean-Philippe Rameau, 80, fransk kompositör
- 1772 – Samuel Olof Tilas, 28, svensk baron, poet och kommissionssekreterare i Konstantinopel
- 1812 – Pjotr Bagration, 47, georgisk infanterigeneral, nationalkrigshjälte
- 1819 – Gebhard Leberecht von Blücher, 76, preussisk militär, fältmarskalk
- 1874 – François Guizot, 86, fransk historiker, talare och statsman, konseljpresident
- 1888 – Richard A. Proctor, 51, brittisk astronom och populärvetenskaplig författare
- 1912 – Carl Gustaf Malmström, 89, professor i historia vid Uppsala universitet, ecklesiastikminister, riksarkivarie, ledamot av Svenska Akademien
- 1916 – Bernhard Riedel, 69, tysk kirurg
- 1953 – Thomas Clarke Rye, 90, amerikansk demokratisk politiker, guvernör i Tennessee
- 1954 – Sigrid Boo, 55, norsk författare
- 1973 – Sören Aspelin, 67, svensk skådespelare, revyartist, kompositör, musiker (piano) och teaterchef
- 1975
  - Gösta Andersson, 58, svensk brottare, OS-guld 1948, OS-silver 1952
  - Inga Tidblad, 74, svensk skådespelare
- 1977 – Steve Biko, 30, sydafrikansk anti-apartheidaktivist
- 1981 – Eugenio Montale, 84, italiensk författare, mottagare av Nobelpriset i litteratur 1975
- 1988
  - Alan Bible, 78, amerikansk demokratisk politiker, senator (Nevada)
  - Christian Kampmann, 49, dansk författare och journalist
- 1992 – Anthony Perkins, 60, amerikansk skådespelare
- 1995
  - Lubomír Beneš, 59, tjeckisk animatör och regissör
  - Jeremy Brett, 61, amerikansk skådespelare
- 1997 – Stikkan Anderson, 66, svensk textförfattare, musikförläggare, affärsman, manager för popgruppen Abba
- 2003 – Johnny Cash, 71, amerikansk gitarrist, countrysångare och kompositör
- 2008 – David Foster Wallace, 46, amerikansk författare
- 2009
  - Norman Borlaug, 95, amerikansk agronom, mottagare av Nobels fredspris 1970
  - Jack Kramer, 88, amerikansk tennisspelare
- 2010 – Claude Chabrol, 80, fransk regissör och skådespelare
- 2011 – Aleksandr Galimov, 26, rysk ishockeyspelare
- 2014
  - Atef Ebeid, 82, egyptisk politiker, premiärminister
  - Ian Paisley, 88, nordirländsk politiker och kyrkoledare
  - Bengt Saltin, 79, svensk fysiolog
  - Joe Sample, 75, amerikansk jazzpianist, keyboardist och kompositör